# 2113
2113 (ММCXIII) е обикновена година, започваща в неделя според григорианския календар. Тя е 2113-ата година от новата ера, сто и тринадесетата от третото хилядолетие и четвъртата от 2110-те.